# نوپسرهای سه‌رنگ
نوپسرهای سه‌رنگ یک گونه سوسک از خانوادهٔ سوسک‌های شاخک‌دراز است. پروفسور Olof Christopher Aurivillius در سال ۱۹۲۰ این گونه را توصیف و بررسی کرد.